# Нова Капела
Нова Капела (хорв. Nova Kapela) — населений пункт і громада в Бродсько-Посавській жупанії Хорватії.

## Населення
Населення громади за даними перепису 2011 року становило 4227 осіб. Населення самого поселення становило 907 осіб.
Динаміка чисельності населення громади:
Динаміка чисельності населення центру громади:

## Населені пункти
Крім поселення Нова Капела, до громади також входять: 
- Батрина
- Билий Бриг
- Доній Липоваць
- Драговці
- Горній Липоваць
- Магич-Мала
- Павловці
- Сеоце
- Сиче
- Средній Липоваць
- Стара Капела

## Клімат
Середня річна температура становить 11,28 °C, середня максимальна – 26,09 °C, а середня мінімальна – -6,21 °C. Середня річна кількість опадів – 842 мм.
| Клімат поселення                              | Клімат поселення | Клімат поселення | Клімат поселення | Клімат поселення | Клімат поселення | Клімат поселення | Клімат поселення | Клімат поселення | Клімат поселення | Клімат поселення | Клімат поселення | Клімат поселення | Клімат поселення |
| Показник                                      | Січ.             | Лют.             | Бер.             | Квіт.            | Трав.            | Черв.            | Лип.             | Серп.            | Вер.             | Жовт.            | Лист.            | Груд.            |                  |
| Середній максимум, °C                         | 6,32             | 8,63             | 13,18            | 17,79            | 22,99            | 26,09            | 25,82            | 24,94            | 20,98            | 15,72            | 9,98             | 5,86             |                  |
| Середня температура, °C                       | 0,05             | 2,38             | 6,92             | 11,52            | 16,75            | 19,82            | 21,60            | 20,71            | 16,76            | 11,50            | 5,76             | 1,61             |                  |
| Середній мінімум, °C                          | −6,21            | −3,89            | 0,65             | 5,26             | 10,47            | 13,56            | 17,36            | 16,49            | 12,54            | 7,28             | 1,54             | −2,59            |                  |
| Норма опадів, мм                              | 53               | 52               | 54               | 66               | 78               | 99               | 76               | 73               | 64               | 76               | 83               | 68               |                  |
| Середньомісячна швидкість вітру, м/с          | 1.65             | 1.90             | 2.22             | 2.20             | 1.96             | 1.80             | 1.80             | 1.60             | 1.60             | 1.60             | 1.65             | 1.70             |                  |
| Середньомісячна сонячна радіація, кДж/м²·день | 4307             | 7073             | 10961            | 15373            | 19369            | 21534            | 22509            | 20368            | 14906            | 9208             | 4919             | 3605             |                  |
| --------------------------------------------- | ---------------- | ---------------- | ---------------- | ---------------- | ---------------- | ---------------- | ---------------- | ---------------- | ---------------- | ---------------- | ---------------- | ---------------- | ---------------- |
| Джерело:                                      |                  |                  |                  |                  |                  |                  |                  |                  |                  |                  |                  |                  |                  |